# William Boericke
William Boericke (* 26. November 1849 in Asch; † 1. April 1929 in San Francisco) war ein US-amerikanischer Homöopath.

## Leben
William Boericke studierte etwa ein Jahr lang in Wien Medizin, bevor er in die USA emigrierte und sich in Ohio niederließ. Er setzte sein Medizinstudium am Hahnemann Medical College in Philadelphia fort und legte dort 1880 das Examen ab. Anschließend ging er nach San Francisco und arbeitete dort nahezu 50 Jahre als homöopathischer Arzt. Mit seiner Frau Kate Fey, einer Frau aus New England hatte Boericke fünf Söhne und zwei Töchter (Zwillinge). Er starb an einem Herzinfarkt.
Boericke war Mitbegründer des Pacific Homoeopathic Medical College of San Francisco und des Hahnemann Hospitals und so wurde er der erste Professor für Homöopathische Materia medica und Therapie an der Universität von Kalifornien. Diese Professur übte er 30 Jahre aus. Später übersetzte Boericke die 6. Auflage von Samuel Hahnemanns Organon der Heilkunst ins Englische. Sein Pocket Manual,  wurde von seinem Bruder, Oskar Boericke, herausgegeben.

## Publikationen
- Homoeopathic Materia Medica, San Francisco, 1901